# ウキヨホテルプロジェクト
ウキヨホテルプロジェクト（英字記載名：Ukiyo Hotel Project)は、劇作家・河田唱子が主宰するミュージカル製作を行う日本の演劇団体。新作ミュージカル『ウキヨホテル』の製作・上演を最終目標としている。

## 概要
2015年、河田唱子は「神奈川県庁本庁舎大会議場短編演劇集 vol.2」にて30分の新作ミュージカル『ウキヨホテル』を劇団四季出身の俳優たちとともに製作・上演。
『ウキヨホテル』は横浜本牧に実在した夜の文化「チャブ屋」、当時のチャブ屋街で一番の人気があった「キヨホテル」及び、一番の売れっ子であったという「メリケンお浜」を題材に取った作品。短編『ウキヨホテル』の上演後、長編化を決定。
資料の多くが横浜大空襲で焼失していたが、河田は本牧にてフィールドワークを行いながら作品制作を続行。
2018年、本牧と縁のある写真家である加藤甫の提言を受け、本格的に「ミュージカル『ウキヨホテル』」を上演するため「ウキヨホテルプロジェクト」を立ち上げ。その第一弾として『朗読劇ウキヨホテル』（会場：サラヴァ東京）を上演。メリケンお浜をモデルとしたヒロインのハマコとメイドのヤエを中心に、男女4人の朗読劇として再構成。同時期、写真家の加藤甫と100人の女優をハマコとして撮影する『100人のハマコ』という写真作品を制作開始。
2019年5月、トライアウト公演『ウキヨホテル』（会場：ラゾーナ川崎プラザソル）を上演。
日本では当時珍しかったトライアウト公演であった。トライアウト公演は「試演会」とも訳され、ブロードウェイなどで、都市の大劇場での公演前にリーディングでの上演や地方などで公演を重ね、作品をブラッシュアップしていく手法のひとつである。
2020年に『ウキヨホテル』本公演を予定するも、コロナ禍により断念。脚本を再構成し、日本を代表する映画美術家の種田陽平とともに、18ページの美術プランを制作した。
2021年11月、横浜元町にある老舗ダンスホール「クリフサイド」をウキヨホテルに見立て、ビッグバンドとダンス・歌を中心に構成した初の音楽ライブショー『Ukiyo Hotel Bar』を開催した。（バンド：Pf/Arr 田中和音、Tp 山縣賢太郎・赤塚謙一、Tbn 和田充弘、A Sax 大内満春、T Sax 上野まこと、B Sax 永田こーせー、Ba 桐沢輝、Drs 三木洋介）
また、クリフサイド二階のトランプルームにて、写真家の加藤甫とともに『100人のハマコ』展を開催した。
2022年10月、前年と同じクリフサイドを会場に、横浜を舞台にしたミュージカル短編集『YOKOHAMA Short Stories』

を上演（企画・製作・脚本・歌詞：河田唱子、音楽：田中和音、Ko Tanaka 演出：菊地創 出演：飯塚萌木、五十嵐可絵、岡本悠紀、かとう唯、菊地創、栗山絵美、小西のりゆき、清水彩花、田村良太、藤倉梓、松村桜李、宮田佳奈、バンド：Pf 井高寛朗・田中和音、Gt 大和田亮・綾部翔平、Ba 桐沢輝、Drs 三木洋介、Tp 山縣賢太郎・河原真彩、Sax 矢元美沙樹・林遼佑）。短編はそれぞれ、崎陽軒のシウマイ弁当の売り子と野球選手の恋（『シウマイガール』原作：獅子文六『やっさもっさ』）、マッカーサー元帥を出迎えるホテルニューグランドの従業員たち（『マッカーサーズ・スイート』）、クリフサイドをデザインした中村順平とクリフサイドで働いていたダンサーら（『クリフサイド』）横浜本牧に住んでいた谷崎潤一郎の恋愛譚（『谷崎潤一郎・ザ・ミュージカル』）、ジャズを愛する少女と復員兵の出会い（『周ピアノ』）の5本で構成。また2021年に引き続き、クリフサイド二階のトランプルームにて、写真家の加藤甫とともに『100人のハマコ』展を開催した。
2023年12月、前年のクリエイティブスタッフとともに1918年のパリを舞台にした、新作ミュージカルトライアウト『ジル・ド・レ ～吾輩は娼館の蚤である～』

をラゾーナ川崎プラザソルにて上演（企画・製作・脚本：河田唱子、音楽：田中和音、歌詞：藤倉梓、衣裳：Coppelia Circus、演出：菊地創、振付：末冨真由　出演：岡本悠紀、青野紗穂、エリザベス・マリー、大音智海、金子大介、小西のりゆき、栗山絵美、田中惇之、まどか、バンド：Key 田中和音、Reed 大内満春、Vln 小夜子、Gt.大和田亮、Ba.桐沢輝、Drs 三木洋介）
今作により、総合サイト All About「2023 All About ミュージカル・アワード」スタッフ賞を田中和音が受賞。
2025年1月、新作ミュージカルトライアウト『ジル・ド・レ～吾輩は娼館の蚤である～』レコーディング開始。
今作により、「Musical Awards TOKYO 2024」ミニシアター賞を受賞。

2025年4月、田中和音とともに、東神奈川の老舗バーであるポールスターにて『Ukiyo Hotel bar POLESTAR』不定期開催。

## 上演歴
- 『朗読劇 ウキヨホテル』（2018年） - サラヴァ東京
- トライアウト公演 『ウキヨホテル』（2019年） - ラゾーナ川崎プラザソル
- 『Ukiyo Hotel Bar』 （2021年） - クリフサイド
- ミュージカル短編集『YOKOHAMA Short Stories』 （2022年） - クリフサイド
- 新作ミュージカルトライアウト 『ジル・ド・レ ～吾輩は娼館の蚤である～』（2023年） - ラゾーナ川崎プラザソル
- 『Ukiyo Hotel bar POLESTAR』（2025年） - ポールスター